# Nieuport 17
Ньюпо́р 17 (фр. Nieuport 17) — базовая модель французского истребителя Первой мировой войны, выполненного по схеме полутораплана.
Nieuport 17 воплотил в себе идеи Эдуарда Ньюпора и Франца Шнайдера. Создатели решили использовать схему полутораплана, которая, по их мнению, обладала оптимальным сочетанием свойств моноплана и биплана. В Nieuport 17 нижнее крыло было короче и уже верхнего. Крылья соединялись V-образной стойкой. Такая схема имела великолепный обзор и меньшее лобовое сопротивление, характерное для парасолей, имея при этом систему связей конструкции как у биплана. Превращением идей в реальный проект занимался Густав Делаж.
В истребителе Nieuport 17, так же как и в более позднем Sopwith Camel, место пилота, баки, двигатели и оружие были очень плотно скомпонованы, что давало ему очень высокую маневренность. На момент появления Nieuport 17 в марте 1916 года, Франция не обладала подходящим синхронизатором для обеспечения безопасного ведения огня сквозь крутящийся пропеллер, поэтому изначально пулемет Lewis монтировался на верхнем крыле. Синхронизированный пулемёт был добавлен позже.

## Тактико-технические характеристики
- Экипаж: 1 человек (пилот-стрелок)
- Длина: 5,96 м
- Высота: 2,44 м
- Размах крыла: 8,2 м
- Площадь крыла: 14,75 м²
- Вес
  - пустого: 374 кг
  - максимальный взлётный: 560 кг

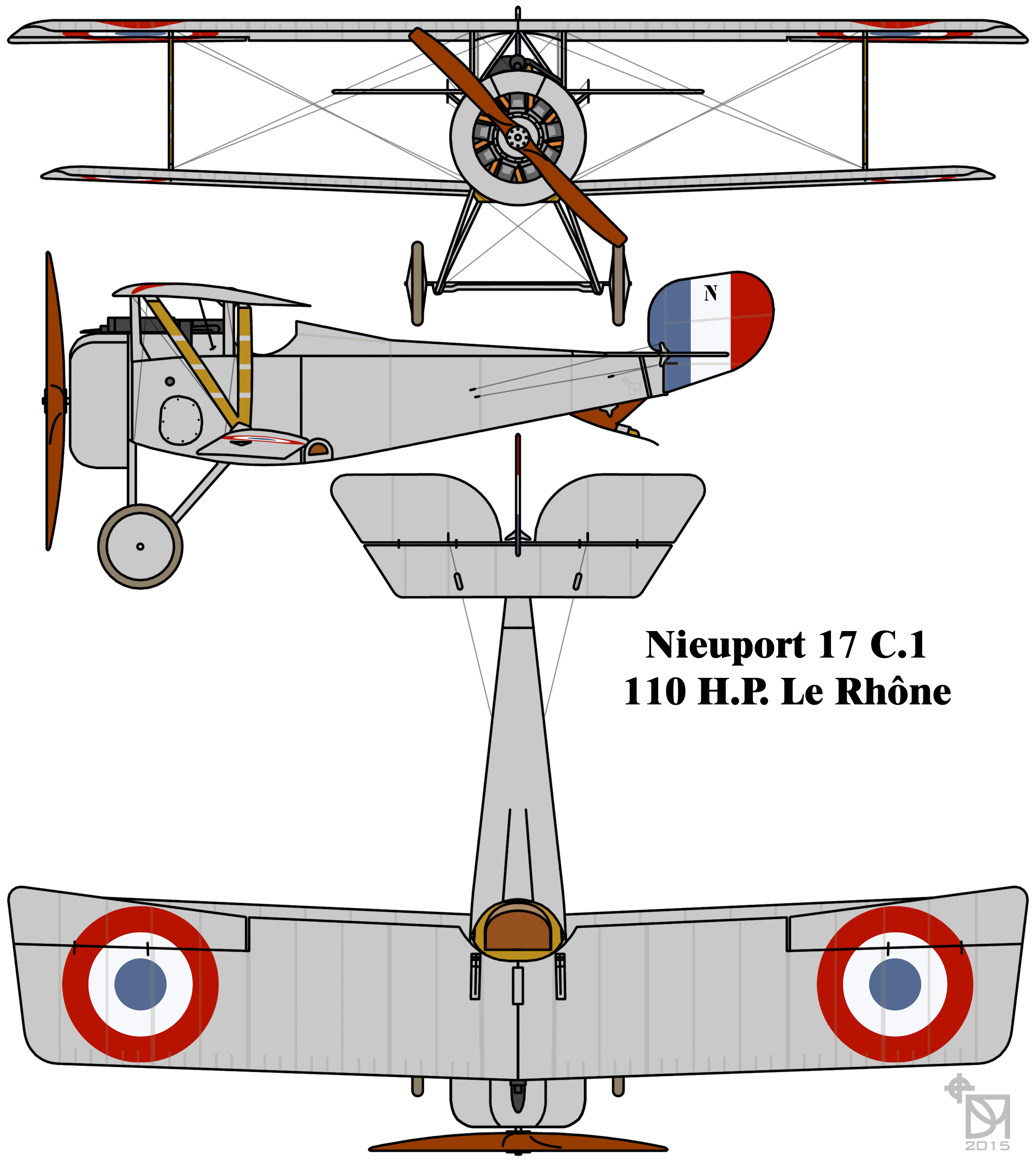
Схема модели Nieuport 17 C.1

- Тип двигателя: бензиновый, «Лё Рон» (фр. «Le Rhone»)
- Мощность: 110 л. с.
- Максимальная скорость: 170 км/час
- Практический потолок: 5350 м
- Практическая дальность: 250 км

## Серийные модификации

### Nieuport 17bis
Выпускался с более мощным мотором «Клерже» (фр. «Clerget») в 130 л. с. На этой модели проявился так до конца и не устранённый недостаток модели: обшивка верхнего крыла срывалась даже от небольших повреждений или дефектов ткани.

### Nieuport 21
Из-за проблем с надёжностью конструкции у предыдущей модели ставился менее мощный мотор («Лё Рон» 80 л. с.). Имел увеличенные элероны для ещё большей манёвренности.

### Nieuport 23
Достаточно условное название следующей линии производства, где на самолёты ставились моторы «Лё Рон» либо в 80 л. с., либо в 120 л. с. Таким образом пилоты сами могли решать, чем жертвовать в бою: скоростью или надёжностью.

### Nieuport 24
Попытка более кардинальной переработки модели. Мотор «Лё Рон» 130 л. с., более обтекаемые обводы, цельный фюзеляж круглого поперечного сечения, закруглённые концы крыльев. Была применена новая модель хвостовой части с рулём сложной формы.
Проект провалился из-за выявленных в реальных боях проблем с хвостовой частью. Кроме первоначальной небольшой партии больше не производился.

### Nieuport 24bis
Хвостовая часть как у Nieuport 17bis, от Nieuport 24 остались форма фюзеляжа и крыльев.

### Nieuport 25
Ещё одна попытка вернуться к новой конструкции хвостовой части, провалившейся с Nieuport 24. Выпущено незначительное количество единиц, в основном для тестирования.

### Nieuport 27
Последняя массовая модификация. Использована прошедшая обкатку новая конструкция хвостовой части, впервые применённая в Nieuport 24.
Следует учитывать, что после Nieuport 17bis остальные модификации на Западном фронте использовались преимущественно для учебно-тренировочных, а не боевых целей.

## Вооружение

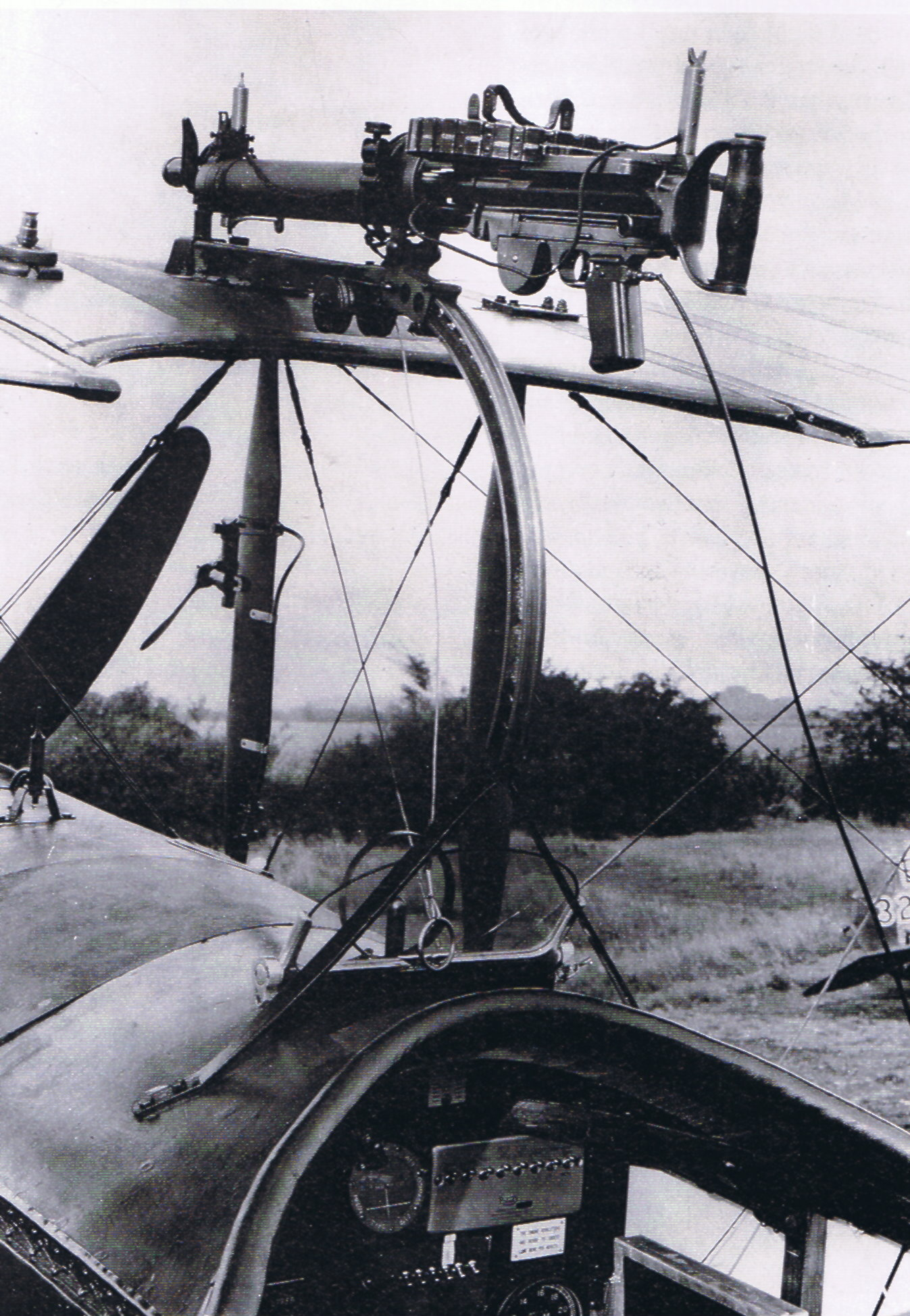
Пулемёт «Льюис» на установке Фостера, самолёт Avro 504.

Самолёты французских ВВС вооружались пулемётом Виккерса, установленным в носовой части перед пилотом. Стрельба через винт осуществлялась с помощью синхронизирующей шестерни.
Самолёты британских ВВС вооружались пулемётом Льюиса, установленным над верхним крылом на установке Фостера. Эта установка позволяла оперативно сдвигать пулемёт вниз к пилоту для перезарядки или для устранения перекоса патрона.

## История эксплуатации

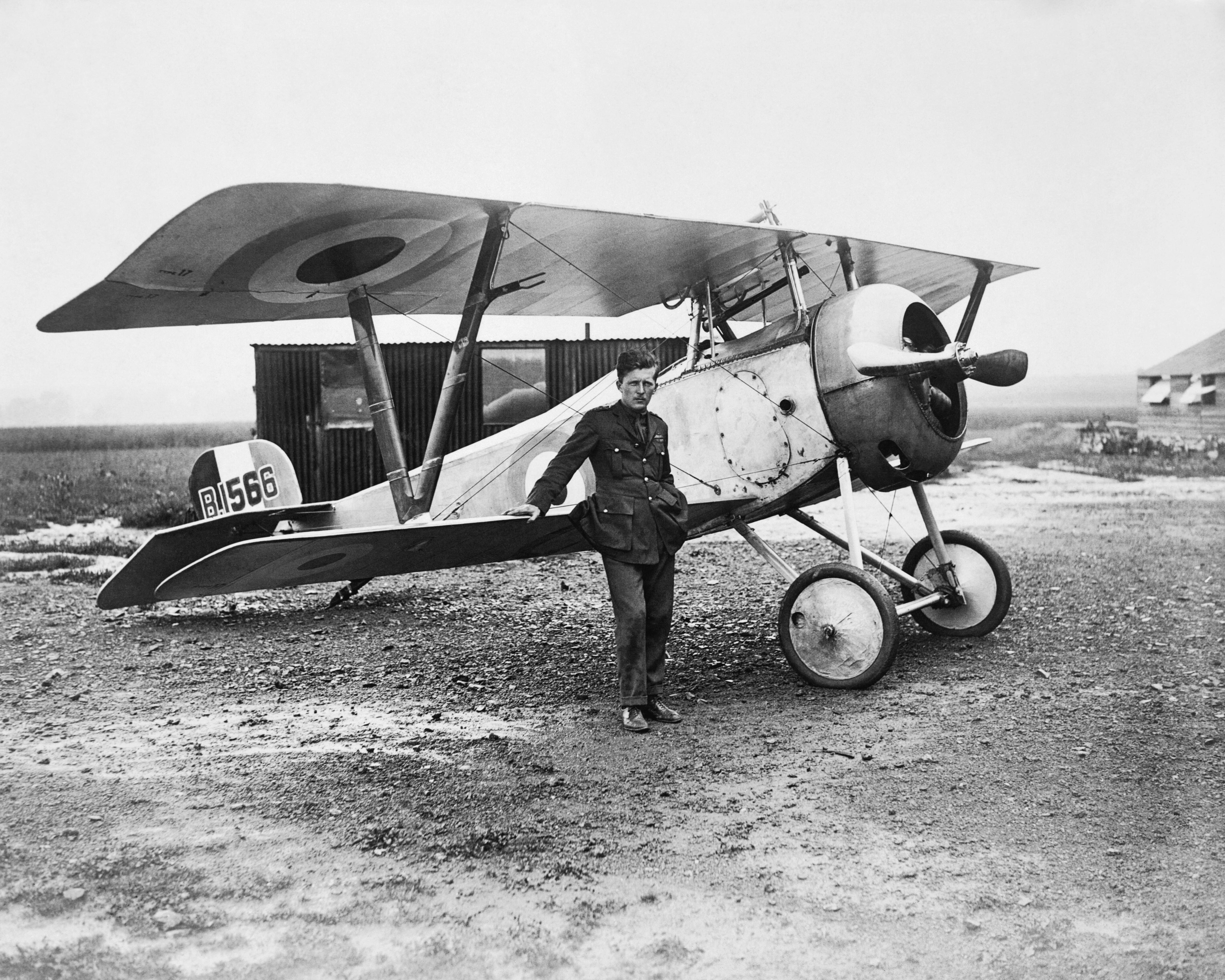
«Билли» Бишоп, канадский лётчик-ас Первой мировой войны, перед своим истребителем Nieuport 17. 1917 год, Франция.

Nieuport 17 с его последующими модификациями являлся самым современным истребителем ВВС Антанты в 1916 году. Им были укомплектованы войска Франции, России, Великобритании, Бельгии и Италии. На нём летали многие асы, в том числе Билли Бишоп, Шарль Нунжессер и Альберт Болл.
Оригинальный самолёт Nieuport 17 сильно повлиял и на разработки немецких инженеров. Точная копия производилась в Германии под названием Siemens D.1 и применялась как на восточном, так и на западном фронтах. Кроме того, многие другие компании копировали схему Nieuport 17.
К началу 1917 года, с появлением в воздухе немецких Albatros D.III, утратил своё преимущество в воздухе. Фирмой «Nieuport» оперативно разрабатывались всё новые модификации с более мощными моторами и улучшенной манёвренностью. Однако к лету 1917 стало очевидным, что схема полутораплана исчерпала свои возможности и недостаточно надёжна для роста мощности двигателей. Поэтому Ньюпоры последовательно заменялись в действующих войсках более совершенными бипланами SPAD S.XIII и S.E.5, хотя продолжали использоваться как учебно-тренировочные самолёты до конца войны.

## Комментарии
1. ↑  Встречается ошибочное написание и произношение «Нью́порт», предположительно, появившееся под влиянием английского Newport[2].